# 林海清
林海清（1913年—1993年），男，湖南平江人，中华人民共和国政治人物，曾任新疆维吾尔自治区政协副主席，第五、六届全国政协委员。